# Святой Илья (фрегат, 1703)
«Святой Илья» — парусный 26-пушечный фрегат Беломорской флотилии, а затем Балтийского флота Российской империи.

## Описание фрегата
Парусный фрегат с деревянным корпусом, длина судна составляла 24,3 метра, ширина — 6,2 метра, а осадка — 2,5 метра. Вооружение судна состояло из 26-ти орудий.

## История службы
Фрегат «Святой Илья» был заложен на стапеле Соломбальской верфи в мае 1702 года и после спуска на воду в 1703 году вошёл в состав Беломорской флотилии России. Строительство вёл корабельный мастер Осип Най.
В кампанию 1710 году переведён в состав Балтийского флота. Принимал участие в Северной войне. 19 (30) июля 1710 года покинул Архангельск в составе отряда, и в сентябре того же года вместе с отрядом прибыл в Копенгаген. С октября 1710 по август 1712 года базировался в Копенгагене, периодически выходил в крейсерство в Северное море и пролив Скагеррак, при этом вёл захват шведских каперов и транспортных судов. При этом 27 декабря 1710 (7 января 1711) года в Копенгагене скончался командир фрегата капитан-поручик Ф. Боис.
14 (25) августа 1712 года выходил в море под флагом Петра I, который в это время находился в Копенгагене.
В сентябре 1712 года по пути в Ригу разбился в Балтийском море.

## Командиры судна
Командирами фрегата «Святой Илья» в составе российского флота в разное время служили:
- капитан-поручик Ф. Боис[комм. 1] (1710 год)[5];
- капитан-лейтенант Т. Гогланд[комм. 2] (1712 год).

### Комментарии
1. ↑  В оригинале — Frederick Bieys, в русских источниках также встречается вариант написания aфамилии Беас[5].
2. ↑  В оригинале — Hoogland[7].